# Phalacrus flavangulus
Phalacrus flavangulus là một loài bọ cánh cứng trong họ Phalacridae. Loài này được Chevrolat miêu tả khoa học năm 1863.